# Josefsplatz
La Josefsplatz est une place de Vienne, dans l'Innere Stadt. Baptisée en l'honneur de l'empereur Joseph II, elle fait partie du Hofburg, entre la salle de la Redoute, la bibliothèque et l'église des Augustins et en face, le palais Pallavicini.

## Histoire
La place se trouve à l'emplacement du cimetière des Augustins. La place sert ensuite pour les festivals de danse et pour les chevaux d’équitation de la cour, d’où le nom antérieur de "Tummelplatz".
La place n'appartient pas à l'origine au Hofburg de Vienne. Frédéric III, après avoir acquis deux maisons et une grande partie du cimetière en 1459 et 1460, crée un jardin ; en 1517, après l'achat d'une autre maison, on crée une aire de jeux. De 1550 à 1553, la voie des Augustins est aménagée en rue. Vers 1575, la première école d'équitation est fondée. De 1681 à 1683, Léopold fait bâtir sur le site actuel de la Bibliothèque nationale autrichienne un bâtiment couvert pour la bibliothèque et une école d'équitation impériale. En 1710, la Josefsplatz est désignée par l'école d'équitation impériale puis, sous Marie-Thérèse d'Autriche, par Bibliotheksplatz.
En 1767, les Augustins se retirent. À cette occasion, une cour d'honneur à trois côtés est construite par l'ouverture à partir d'une forme de base irrégulière qui s'étend vers la ville, aujourd'hui la Josefsplatz. En 1769, Nicolò Pacassi façonne en forme de U la façade de la bibliothèque devant la salle de la Redoute sur le côté droit et devant l'église des Augustins sur le côté gauche, créant ainsi un lieu digne du monument impérial de l'empereur Joseph II. Le quatrième côté de cette place est fermé en 1783 et 1784 par le palais néo-classique Fries-Pallavicini et le palais Pálffy.
En 1783, l'empereur Joseph II rend accessible au public l'ancienne aire de jeux et d'équitation en démolissant le mur qui s'étend de l'église des Augustins aux arches du Stallburg. La place a son nom actuel en 1786.

## Description
Au milieu de la place se trouve une statue équestre de l'empereur Joseph II commandée par François. Elle est modelée sur la statue de Marc Aurèle au Capitole et est faite par Franz Anton Zauner de 1795 à 1807 à l'académie des beaux-arts. Le modèle est achevé en 1797 et exposé pour la première fois à Laxenbourg, jusqu'à sa construction en 1808 dans le parc de Schönbrunn.
Joseph II, comme Marc Aurèle, est représenté assis à cheval, sa main droite levée en saluant. La fonte de bronze est coulée dans la fonderie de Wieden, alors en banlieue de Vienne, et à l’époque, elle est considérée comme la plus grande fonderie en dehors de la France. La statue, dévoilée le 3 novembre 1807 en présence de François, neveu de l'honoré, se dresse sur un socle de granit de Mauthausen, orné de reliefs et de médaillons. Des scènes de commerce et d'agriculture y sont présentées. Autour du monument, une chaîne en bronze borde toute la statue.

## Culture
Cinéma
La Josefsplatz est utilisée lors du tournage à l'automne 1948 comme décor extérieur du film Le Troisième Homme.
Numismatique
À l’occasion de la deuxième présidence de l'Union Européenne par l’Autriche en 2006, on frappe une pièce autrichienne d'une valeur de 5 euros en argent. La pile montre le Hofburg vu de la Josefsplatz. Au centre de la pièce se trouve le monument de l'empereur Joseph. La face montre, entre autres, la valeur faciale et les neuf blasons des Länder autrichiens.

## Source de la traduction
- (de) Cet article est partiellement ou en totalité issu de l’article de Wikipédia en allemand intitulé « Josefsplatz (Wien) » (voir la liste des auteurs).